# 日本デリカフレッシュ
株式会社日本デリカフレッシュ（にほんデリカフレッシュ）は、愛知県名古屋市瑞穂区に本社を置く日本の食品メーカー。フジパングループ本社のグループ企業である。
主にイオングループの店舗で販売される中食商品（弁当・おにぎり・調理パン）の製造を行う。フジデリカとは兄弟会社にあたり、同一所在地（フジパングループ本社と同一）に本社を構える。

## 概要
グループ内ではフジデリカとともに、専門工場を持ちコンビニエンスストア・スーパーマーケットなどで販売する弁当・惣菜を製造配送する業務部門「デリカテッセン部門」として位置づけられる。

かつてはフジデリカなどと同様に、フジパングループの中間持株会社「富士でりかぐるーぷ本社」の子会社であったが、2008年7月1日付で同社がフジパングループ本社へ吸収合併されたことに伴い、フジパングループ本社の子会社となった。
主要取引先は、ミニストップ株式会社やイオンリテール株式会社など、イオングループのコンビニエンスストア・スーパーマーケット運営企業である。またイオングループ以外にも、スターバックスの日本法人であるスターバックスコーヒージャパンとも取引があり、日本国内でのスターバックスブランド製品の製造も手掛けている。

## 沿革
- 1989年（平成元年）7月 - 株式会社日本デリカーナを設立、同社工場（現：日本デリカフレッシュ大阪工場）を大阪府枚方市に稼働開始[2]。
- 1991年（平成3年）1月 - 株式会社マドレーヌを設立、同社工場（現：日本デリカフレッシュ名古屋工場）を愛知県あま市に稼働開始[2]。
- 1993年（平成5年）
  - 10月 - 株式会社日本デリカフレッシュを設立[2]。
  - 11月 - 日本デリカフレッシュ東京工場を埼玉県八潮市に稼働開始[2]。
- 1995年（平成5年）10月 - 日本デリカフレッシュ武蔵工場を埼玉県入間市に稼働開始[2]。
- 1997年（平成9年）5月 - 日本デリカフレッシュ仙台工場を宮城県岩沼市に稼働開始[2]。
- 2000年（平成12年）6月 - 日本デリカフレッシュ豊川工場を愛知県豊川市に稼働開始[2]。
- 2002年（平成14年） - フジパングループ内の中食商品製造会社をまとめて上場させるため、富士でりかぐるーぷ本社が設立され、その子会社となる。
- 2004年（平成16年）10月 - 日本デリカフレッシュ富士宮工場を静岡県富士宮市に稼働開始[2]。
- 2008年（平成20年）7月1日 - 親会社の富士でりかぐるーぷ本社がフジパングループ本社に吸収合併され[6]、親会社がフジパングループ本社となる。
- 2016年（平成28年）3月 - 日本デリカフレッシュ千葉工場を千葉県千葉市稲毛区に稼働開始[2]。

## 事業所
東北地方から近畿地方の広域に製造拠点を有し、契約企業の東北地方から中国・四国地方にかけての店舗へ製品を供給する。各工場は、HACCPやISO規格「FSSC 22000 (食品安全) 」の認証を受けている。
- 仙台工場：宮城県岩沼市空港南3丁目1-1[7]
- 千葉工場：千葉県千葉市稲毛区六方町106番[7]
- 東京工場：埼玉県八潮市新町36[7]
- 武蔵工場：埼玉県入間市狭山ヶ原松原108-5[7]
- 名古屋工場：愛知県あま市下萱津新替998[7]
旧：株式会社マドレーヌ工場[2]
- 豊川工場：愛知県豊川市穂ノ原3丁目2-7[7]
- 大阪工場：大阪府枚方市招提田近2丁目2-1[7]
旧：株式会社日本デリカーナ大阪工場[2]
- 富士宮工場：静岡県富士宮市大中里字西山1961-7[7]

## 主要取引先
- イオングループ
  - ミニストップ株式会社[2]
  - イオンリテール株式会社[2]
- スターバックスコーヒージャパン株式会社[2]